# Піттсбурзька архієпархія
Пітсбурзька архієпархія греко-католицької церкви, створена 1924 року як екзархат для греко-католиків США, що походили з закарпатських єпархій: мукачівської, пряшівської і гайдудорозької та крижевецької. 
Першим екзархом був Василь Такач (1924—1948). 1963 року Пітсбурзький екзархат перетворено на єпархію і виділено з неї окрему єпархію з осідком у місті Пассейк для східних і південних штатів. 1969 року від неї відокремлено єпархію з осідком у Пармі для середньозахідних штатів. 
Пітсбурзьку єпархію підвищено до архиепархії з титулом Мунгальської митрополії (Мунгал — передмістя Піттсбурга, де міститься катедральний храм). У 1969 р. Мунгальська архиепархія нараховувала 80 парафій з 94 священниками та близько 140 000 вірних.  Єпископи: Д. Іванчо (1948—1954), М. Елько (1954—1967), митрополит С. Кочішко (з 1968); Пассейкська епархія мала 80 парафій, 92 священників та бл. 100 000 вірних; єпископи: С. Кочішко (1963—1968), М. Дудик (з 1968); Пармська єпархія мала 53 парафії, 60 священників та близько 85 000 вірних, єпископ Е. Мігалик. 
Для всіх епархій існує одна центральна Семінарія Святого Кирила і Методія у Пітсбурзі. Офіційним виданням Пітсбурзької єпархії у 1924—1955 роках був двомовний місячник «Небесна Цариця», а з 1956 року — тижневик «The Byzantine Catholic World» (спершу 2 сторінки українською мовою і одна сторінка угорською, з 1966 — англомовний); Пассейкська єпархія з 1965 року видає тижневик «The Eastern Catholic Life», Сестри ЧСВВ — місячник «Голос з Гори Святої Макрини» (двома мовами). При семінарії діє т. зв. Семінарійне Візант; В-во. На території Пітсбурзької єпархії працюють Сестри ЧСБВ, Служебниці ПНДМ, Бенедиктинки та останнім часом Сестри Христа-Учителя, переважно при парафіяльних початкових школах; з чоловічих чинів — Бенедиктини, Франціскани, Василіяни та Салезіяни.
Національна свідомість закарпатських українців у США дуже низька. Вони штучно підтримують назву «русини» чи «карпаторосси», на підкреслення відмінної від українців чи росіян національності. Однак, фактично загал підлягає американізації, а обряд латинізації, особиливо з 1964 року, коли було введено до літургії англійську мову. Цю національну несвідомість в останній час використовують словаки, які ведуть пропаганду, щоб надати, хоч тим, що походять з Пряшівщини, «словацьку» орієнтацію. Національно свідоміші угорські греко-католики організовані у 14 окремих парафіях та хорвати у двох. У всіх парафіях введено григоріанський календар. Для очищення обрядів і перекладу літургічних книг на англійську мову з 1963 року діє міжєпархіальна літургічна комісія, яку очолює о Е. Дунда.